# Матковський Орест Іллярович

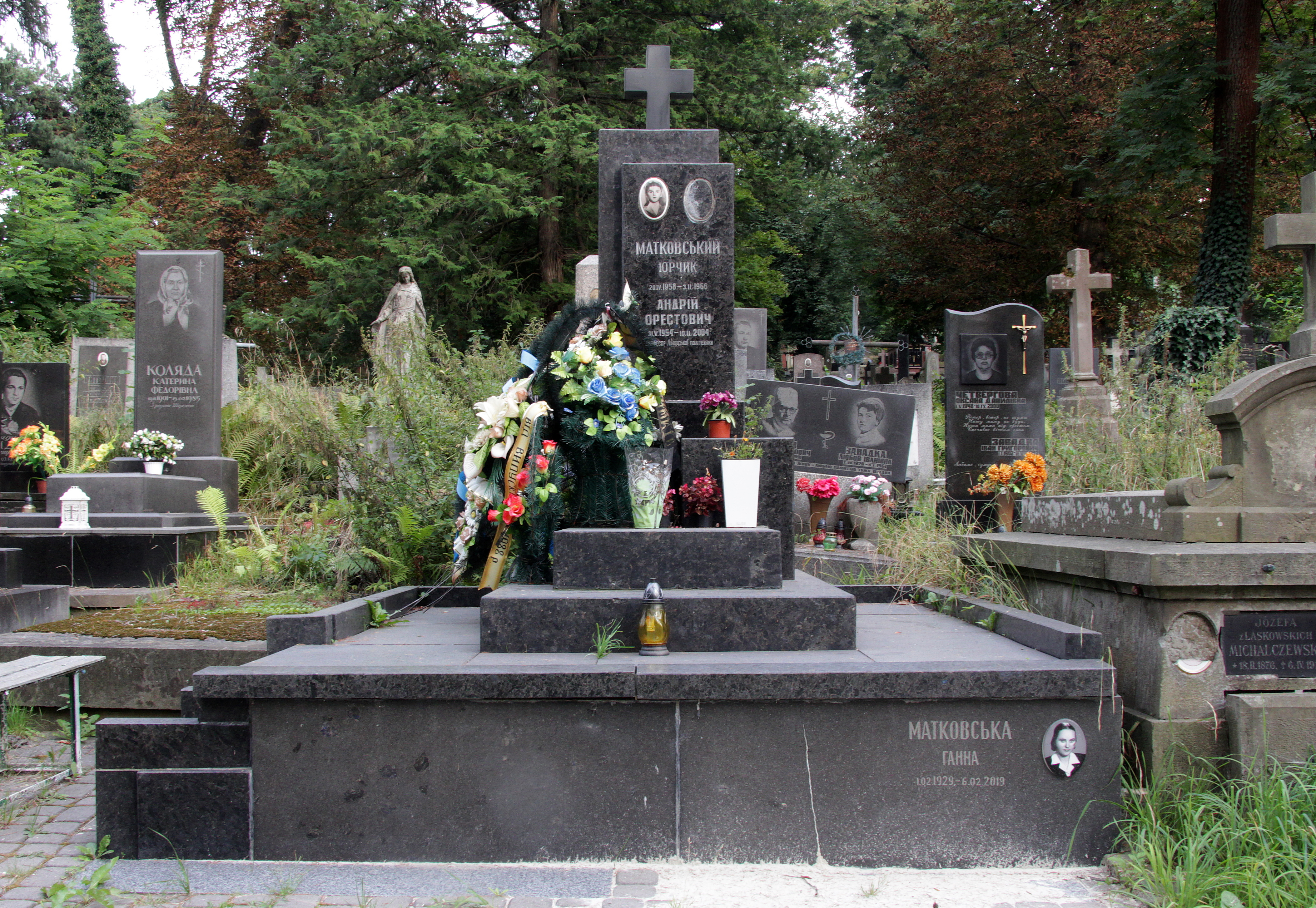

Оре́ст Ілля́рович Матко́вський (17 листопада 1929, Терпилівка — 23 березня 2023, Львів) — український учений-мінералог. Доктор геолого-мінералогічних наук, професор. Академік АН ВШ України з 1993 р.

## Біографія
Народився в с. Терпилівка тепер Тернопільського району Тернопільської обл. Закінчив геологічний факультет Львівського університету ім. І. Франка. Навчався в аспірантурі, кандидат (1957) і доктор (1975) геолого-мінералогічних наук, професор (1977). Працював асистентом (1956—1962), доцентом (1962—1974) і завідувачем (1974—1999) кафедри мінералогії, деканом геологічного факультету (1980—1996) ЛНУ ім. І. Франка; з 1999 р. — професор кафедри мінералогії.
Помер 23 березня 2023 року.Похований у сімейній гробниці на 61 полі Личаківського цвинтаря.

## Наукова діяльність
Наукові інтереси: мінералогія України, проблеми загальної і прикладної мінералогії, історія науки. Очолює Львівську мінералогічну школу, відкривач більш як десяти мінералів, раніше не відомих в Україні. Наукові розробки сприяли відкриттю двох родовищ золота в Українських Карпатах.
Автор і співавтор понад 430 публікацій, серед яких 2 підручники («Генезис мінералів», 2003, друге вид. 2007; «Основи мінералогії України», 2009), 2 навчальні посібники («Геохимия элементов главных подгрупп I и III групп периодической системы Д. И. Менделеева», 1984; «Прикладна мінералогія», 2002), 3 цикли лекцій і 16 монографій, в тому числі: «Мінералогія вивержених комплексів Західної Волині» (1960), «Геология и полезные ископаемые Украинских Карпат» (ч. І, 1976, ч. ІІ, 1977), трьох книг «Мінерали Українських Карпат» (1990, 1995, 2003); «Академік Євген Лазаренко» (2005).

## Звання і нагороди
Заслужений професор ЛНУ ім. І. Франка, гол. редактор наукового видання «Мінералогічний збірник», віце-президент Українського мінералогічного товариства, член експертної комісії з геології ВАК України, член Національного комітету Карпато-Балканської геологічної асоціації, член редколегії з підготовки видання «Мінералогічна енциклопедія України», почесний член Українського мінералогічного товариства.
Нагороджений медаллю «За доблесну працю» (1970), Державною премією України в галузі науки і техніки (1983), медаллю «Ветеран праці» (1983), почесною Грамотою Міністерства вищої і середньої спеціальної освіти СРСР (1983), медаллю «За заслуги у розвитку надр» Міністерства геології СРСР (1989), орденом «Дружби народів» (1990), дипломом Всесоюзного мінералогічного товариства (1992), медаллю В. І. Лучицького Держкомгеології України (1999). Заслужений професор Львівського університету (2001). Державною геологічною службою України присвоєно звання «Почесний розвідник надр» (2004). Лауреат нагород Ярослава Мудрого АН ВШ України (2005) та Святого Володимира АН ВШ України (2009). Має медаль Є. К. Лазаренка Українського мінералогічного товариства і Спілки геологів України (2005), пам'ятний Знак ім. Л. І. Лутугіна Державної геологічної служби України (2005). Відзначений Подякою кабінету Міністрів України (2008).